# Álanya

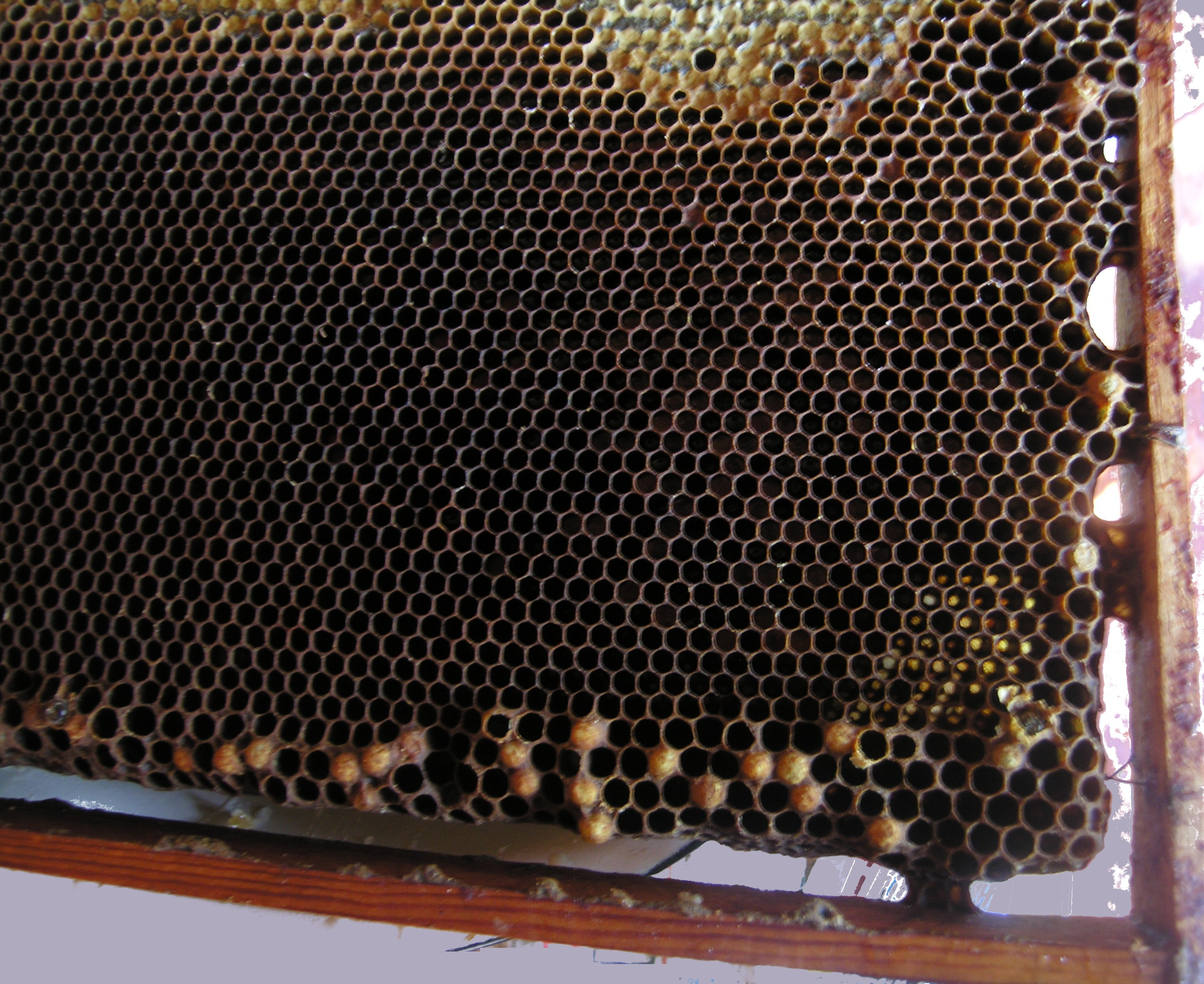
Álanya jelenlétére utaló keret, szélén fedett herefiasítással dolgozósejtben

Az álanya dolgozó méh, aki  anya hiányában megtermékenyítetlen petét rak. Ezekből a petékből legtöbbször csak herék lesznek. Néhány megtermékenyítetlen petéből nőstény méh is fejlődhet, ennek azonban az esélye legfeljebb 1% a házi méh esetében. Ez túl kevés ahhoz, hogy biztosítsa a család fennmaradását. Az első álanya megjelenése az anya halála után bő egy hónappal várható, amennyiben nem volt legfeljebb három napos dolgozófiasítás.

## Előfordulása
Még anya jelenlétében is a dolgozók 1%-ának elég fejlett ahhoz a petefészke, hogy petézzen. 10 634 dolgozó átvizsgálásakor csak 1 érett és 7 majdnem érett petét találtak. Csak anya hiányában raknak sokkal több petét. 

## Kialakulása
Álanyák csak nyílt fiasítás hiányában jelennek meg, különben a nyílt fiasításból származó feromonok blokkolják a dolgozók petefészkének működését. Ilyen helyzet állhat elő, ha rajzáskor elmegy a termékeny anya, vagy anyaváltás van, és az új anya is elvész.  Az álanyák megjelenéséhez heteknek kell eltelnie az anya elvesztése után. Szervezetük a garatmirigy terhére növeli meg és teszi működőképessé petefészküket. Külsőleg nem különböznek a többi dolgozótól, és a többi méh nem alkot körülötte udvartartást.

## Felismerése
Az álanya jelenlétének igazolására meg kell vizsgálni a fiasítást. A méhésznek a következő jeleket kell keresnie, ha álanyára gyanakszik:
- Lyukacsos fiasítás. Az anya hormonjainak hiányában a többi dolgozó eltávolíthatja a petéket.
- Sejtenkénti peteszám: Az anya, ha már elmúlt néhány hetes, akkor minden sejtbe egy petét tesz. Az álanya gyakran egy sejtbe több petét is lerak.
- A pete elhelyezkedése: Az anya hosszú potrohával elér a sejtek legmélyére, és a sejt alján, középre teszi a petét. Mivel a dolgozók potroha rövidebb, ezért az álanya nem tudja így lerakni a petét, ezért az nem középre kerül, hanem gyakran a falon található.
- Herefiasítás dolgozósejtben: Az anya a herefiasítást heresejtbe petézi, ami nagyobb átmérőjű, mint a dolgozósejt. Az álanya dolgozósejtbe petézik, de mivel majdnem minden utóda hím, ezért fiasítását kúposan fedik le, mint a herefiasítást. Ez az álanya egyértelmű jele.

Lehetnek az álanyás családban laposan fedett sejtek is. Az álanyásság kezdetén nevelt herék elérik az anyától származó herék méretét.

## Fordítás
- Ez a szócikk részben vagy egészben  a   Laying worker bee című angol Wikipédia-szócikk fordításán alapul.  Az eredeti cikk szerkesztőit annak laptörténete sorolja fel. Ez a jelzés csupán a megfogalmazás eredetét és a szerzői jogokat jelzi, nem szolgál a cikkben szereplő információk forrásmegjelöléseként.